# Festival interceltique de Lorient 2025
La 54e édition du Festival interceltique de Lorient, qui se déroule du 1er au 10 août 2025 à Lorient, est un festival réunissant plusieurs nations celtes. Les « cousins d'Amérique » est la thématique retenue pour cette édition.
La fréquentation est estimée à environ 950 000 visiteurs.

## Préparation

### Thématique
L'annonce du pays invité pour l'édition 2025 a lieu le 10 août 2024, quelques jours avant le début de l'édition 2024. La thématique retenue, « les cousins d'outre-Atlantique », vise alors à regrouper plusieurs territoires originellement francophones comme l'Acadie, la Louisiane, ou Québec, mais aussi anglophone comme New-York. C'est la première fois depuis l'édition 2012 qu'un territoire américain est mise à l'honneur. Selon le directeur artistique, ce choix vise à « voir comment les populations irlandaises, écossaises et bretonnes qui ont migrées aux Etats-Unis ont gardé leurs cultures, leurs langues et comment ces cultures et ces langues ont évolué ».
Un premier visuel est dévoilé fin novembre 2024, présentant une jeune violoniste comme élément central. L'arrière plan fait figurer les deux berges du nord de l'océan Atlantique, et sont visibles différents éléments symboliques comme la statue de la Liberté, le phare acadien de Grande-Anse, et un pélican (symbole de la Louisiane), ainsi que la tour de la Cité de la Voile de Lorient. La préparation de l'édition se fait dans un contexte de début de la seconde présidence de Donald Trump, et les membres de certains groupes invités renoncent au déplacement pour des raison de visa.

### Programmation
Les premiers noms de la programmation sont dévoilés le 28 novembre 2024. Des têtes d'affiches américaines comme le groupe américano-irlandais Solas et les Québécois du Vent du Nord, mais aussi européennes comme Calum Stewart, Talisk, et les Red Hot Chilli Pipers sont révélés, ainsi que des références bretonnes comme Alan Stivell, Nolwenn Korbell, Startijenn, ou encore Red Cardell,. Le reste de la programmation est révélée fin mars 2025, et un total de 320 concerts sont alors prévus sur douze scènes. Au total, le travail pour préparer cette programmation est estimée à 18 mois par le directeur artistique.
L'annonce en janvier de l'annulation du championnat national des bagadoù par l'association Sonerion en raison de ses difficultés financières pousse le festival à proposer une alternative. Le festival prend alors en charge l'organisation de deux épreuves, une pour chacune des deux premières catégories, et la programme lors du premier week-end.

## Déroulé

### Couverture médiatique
La chaine de télévision publique France 3 diffuse plusieurs spectacles du festival sur son antenne. La Grande parade est captée le dimanche 3 août et diffusée en différée le jour même. Cette émission attire 1,06 millions de téléspectateurs avec une part de marché de 10,6%. « Le Grand Spectacle », dont l'enregistrement est réalisé les 5 et 6 août, est présenté par Cyril Féraud au stade du Moustoir et diffusé en prime time le 15 août. Il attire 1,67 millions de téléspectateurs avec une part de marché de 11,7 %, au troisièùe rang ce soir-là. Il s'agit alors de son plus faible score historique. France 3 diffuse par ailleurs plusieurs spectacles en direct sur son site internet et ses réseaux sociaux comme le concours de bagadoù et la Grande parade,.

### Concours

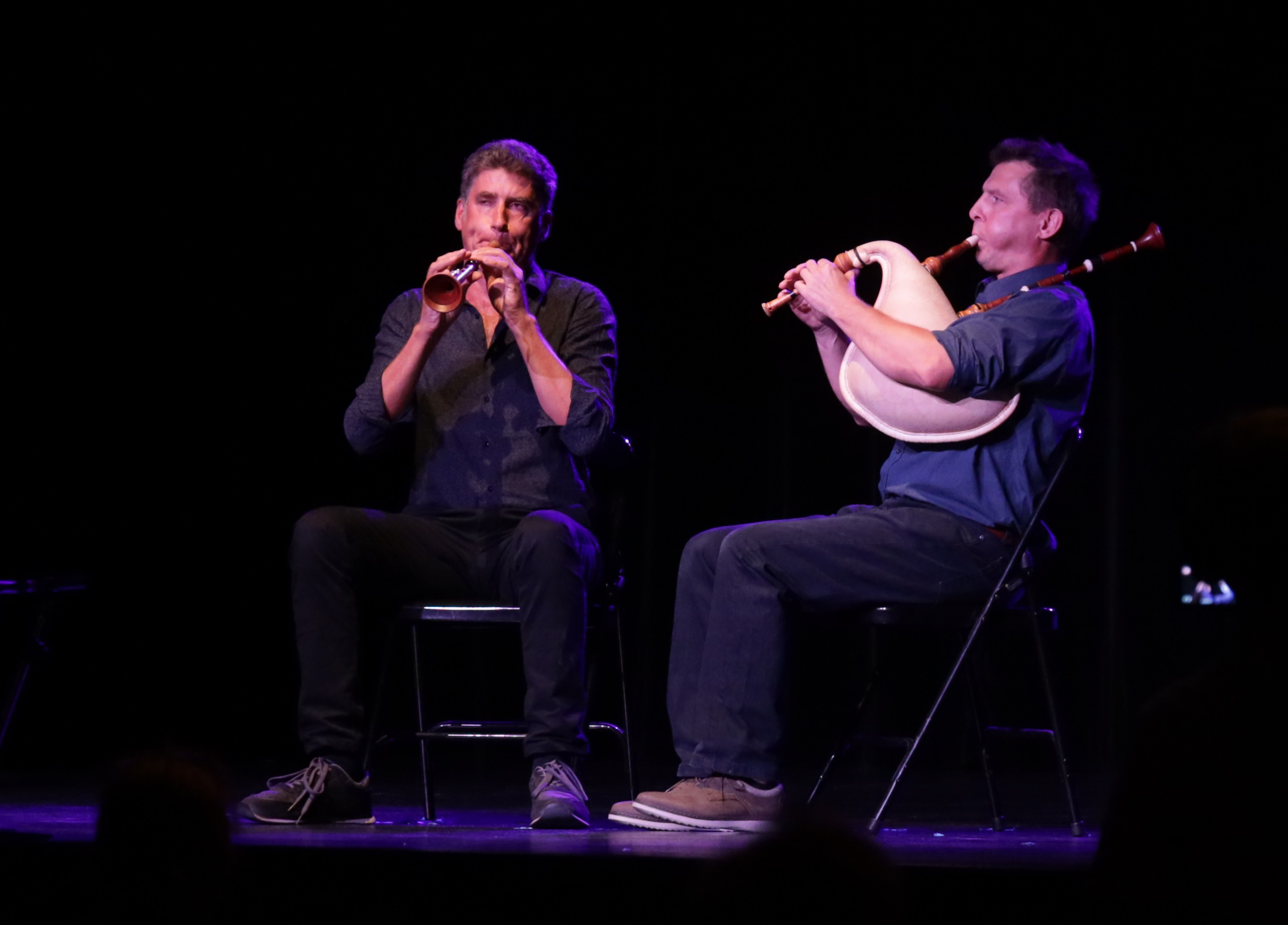
Erwan Hamon et Sylvain Leroy remporte le trophée Matilin an Dall.

Les concours de solistes récompensent lors de cette édition Rafael Carracedo Crespo (Trophée Mac Crimmon de gaïta), Stuart Liddell (Trophée Mac Crimmon de Highland Bagpipe), Hélori Saout (Trophée jeunes sonneurs Botuha), Stuart Easton (Concours International de Pibroc'h), Luc Maillat (Kitchen Music Lancelot), Kisna Panesar (Concours accordéon), Malachy Arnold (Trophée de harpe celtique Camac), et Arthur Manuel (Concours guitare Soïg Sibéril).
Plusieurs concours de groupes sont organisés. Le « trophée Matilin an Dall » regroupe des couples de sonneurs, jugés par cinq juges au palais des congrès. Il est remporté par Erwan Hamon et Sylvain Leroy. Un prix du public est décerné à Louri Derrien et Elouan Le Sauze. Le « Trophée de Musique Celtique Loïc Raison » rassemble des sélectionnés lors de l'année par des concours qualificatifs. Ceux-ci passent tous les soirs de la semaine. Les quatre finalistes jouent le second samedi du concours. Le Gall-Soubigou Quintet (Bretagne) s'impose face à Feis Rois Ceildh Trail (Ecosse), Strak (Bretagne), et Smooinaght (Ile de Man).
Le Bagad Melinerion de Vannes remporte le concours de bagadoù, organisé exceptionnellement sans le support de Sonerion, en proie à d'importes difficultés économiques. Dans le festival off, le Trophée Irène Le Mentec récompense François Billard en joutes, et Iban Jouanno en bombarde solo. Le concours de pipe-band, organisé en lien avec le festival mais en dehors de sa programmation, récompense lui le Brieg Pipe-band.

## Bilan

### Fréquentation
Le pavillon acadien enregistre 10 000 visites pendant la durée du festival.